# Авторское право в Ирландии
Закон об авторском праве в Ирландии применимо к большинству авторских работ — фильмы, аудиозаписи, книги и т. д. Срок защиты авторских прав истечет через 70 лет после смерти автора/создателя. Ирландский закон включает в себя положение о «добросовестном использовании» применяемом в других странах.

## История
На ирландский закон об авторском праве распространяются положения законов ЕС 2001/29/ЕС по аспектам авторского права и смежных прав в информационном обществе, большинство положений, которых были включены в ирландское законодательство по авторскому праву и смежным правам" в 2000 году. Ирландский закон об авторском праве был создан в соответствии с положениями ЕС путём внесения поправок в акты европейских сообществ (авторских и смежных прав) правил 2004 года.
Принятый в 2000 году закон отменяет ранний ирландский закон об авторском праве, но не все его положения. Схожие положения есть ссылках в разделе 10 Закона 2000 года.
По пунктам 93/98/ЕЕС срок действия авторского права действует на все время жизни автора и ещё 50 лет после смерти.

## Продолжительность
В целом, ирландское авторское право распространяется на книги в срок на семьдесят лет с конца года смерти автора, редактора или составителя.
Там, где работа выполнена анонимно или под псевдонимом, авторское право истекает через семьдесят лет от конца года создания.

### Записи, вещания и кабельных программ
Звукозаписи, вещательные и кабельные программы охраняются в течение пятидесяти лет с первой передачи. Для музыкантов авторское право было недавно продлено правительством Ирландии с 50 до 70 лет.

### Типографские права
Публикация охраняется на протяжении пятидесяти лет с момента её создания.

### Правительственные авторские права
Любое произведение, созданное любым должностным лицом или юридическим работником ирландского правительства охраняется авторскими правами пятьдесят лет от конца года, в котором произведение создано.
С 2005 года государственные организации и местные органов власти обязаны иметь разрешительные документы для повторного использования материалов, защищенных авторским правом в соответствии с Директивой о повторном использовании информации публичного сектора. Правительство имеет веб-сайт, разъясняющий права повторного использования информации в публичном секторе.

### Парламентское авторское право
Любой законопроект или акт парламента охраняется авторским правом парламента в течение пятидесяти лет от конца года, в котором был сделан доступным на законных основаниях для общественности. Любая работа, сделанная под руководством палат парламента имеет такую же защиту.

### Авторское право для записей на DVD диски и на видео кассеты
Авторское право для записей на DVD диски и на видео кассеты разрешает их использование «для целей обучения» (то есть для образовательных целей), что не является нарушением авторства работ.

## Авторское право для библиотек
Любая публикация издателя в Ирландии должны доставлена в течение одного месяца с публикации в Национальную библиотеку Ирландии, Британскую библиотеку, библиотеку Тринити колледжа в Дублине, четыре Национальных университета Ирландии без соответствующего от них запроса. Кроме того, четыре библиотеки университетов Оксфорда и Кембриджа и национальные библиотеки Шотландии и Уэльса могут запросить копии публикуемых материалов. Все названные библиотеки могут также потребовать электронную копию работы, которая должна быть им предоставлена, если она имеется.